# Elisa Wong

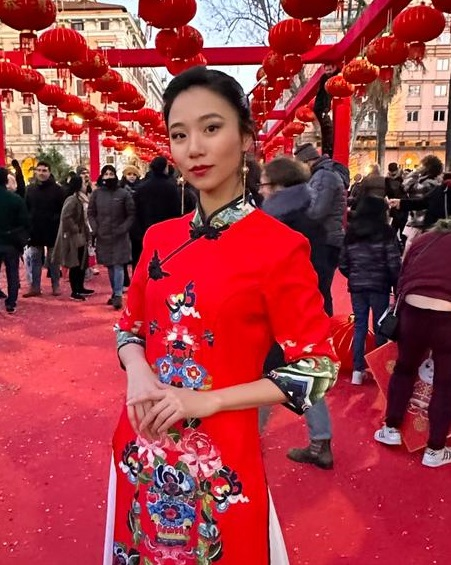
Elisa al Festival delle Lanterne Roma 2023

Elisa Wong (Pechino, 12 dicembre 1996) è un'attrice e modella italiana di origini cinesi.

## Biografia
Nata a Pechino (Cina) il 12 dicembre, ha vissuto a Changchun, in Cina, prima di stabilirsi a Roma.
Dopo aver completato gli studi superiori presso il convitto nazionale Vittorio Emanuele II, si iscrive alla Luiss Guido Carli laureandosi in Economia e Management d'impresa nel 2020.
Successivamente a un breve periodo di tirocinio in uno studio commercialista decide di puntare sulla carriera artistica.
Il suo esordio nel cinema è nel 2017 nel film Una famiglia, regia di Sebastiano Riso.
Nel 2018 partecipa nel videoclip della canzone Bye Bye della cantante Annalisa.
Appare anche in Appena un minuto, film del 2019, diretto da Francesco Mandelli.
Esordisce nel piccolo schermo nel 2021 con il ruolo di Robbi nella serie Zero su Netflix. Nel frattempo esordisce anche in diverse campagne pubblicitarie quali Gucci 100 anni, Costa Crociere, partecipando anche a campagne pubblicitarie internazionali come quella della Sprite Zero.
Nel 2022 recita nel cast principale della seconda stagione di POV - I primi anni, distribuita da Rai Gulp e diretta da Sergio Basso e Davide Tosco nel ruolo di Stella, nella serie The Net - Gioco di squadra distribuita su RaiPlay e prende parte alle pubblicità di Sushi Daily, Welcome to Arabia  per l'ente del turismo dell'Arabia Saudita e The Mall Outlet HK.
Nel 2023 prende il ruolo di Kumiko nella serie Il Clandestino, in onda su Rai 1, nella serie di Prime Video Love Club! dove interpreta Yan e compare negli spot di MoneyGram ed Eni. Nello stesso anno fa parte nel film Indagine su una storia d’amore, diretto da Gianluca Maria Tavarelli.
Nello stesso anno inizia le riprese della terza stagione di Doc - Nelle tue mani nei panni della nuova specializzanda Lin Wang.
Nel 2024 recita nella campagna pubblicitaria di Balocco, e, sempre nello stesso anno, recita nel ruolo di Kyru nel sesto episodio di Gangs of Milano - Le nuove storie del Blocco.
Nel 2025 è al cinema nel film di Gabriele Mainetti La città proibita, nel ruolo della madre della protagonista Mei.

## Filmografia

### Cinema
- Una famiglia, regia di Sebastiano Riso (2017)
- Appena un minuto, regia di Francesco Mandelli (2019)
- In fuga con Babbo Natale, regia di Volfango De Biasi (2023)
- Indagine su una storia d’amore, regia di Gianluca Maria Tavarelli (2023)
- La città proibita, regia di Gabriele Mainetti (2025)

### Televisione
- Zero – serie TV, 8 episodi (2021)
- POV - I primi anni 2 – serie TV, 40 episodi (2022)
- The Net - Gioco di squadra – serie TV, 6 episodi (2022)
- Doc - Nelle tue mani – serie TV (2024)
- Il clandestino – serie TV, episodio 1x03 (2024)
- Gangs of Milano - Le nuove storie del Blocco – serie TV, episodio 2x06 (2025)

### Videoclip
- Bye Bye di Annalisa (2018)

### Pubblicità
- The Gucci 100 Campaign: Celebrating the House’s Centennial (2021)[16]
- Eni. L'energia di sempre E l'energia nuova. (2023)[17]
- Balocco (2024)[13]